# Discografie van Blue October
De discografie van Blue October, een Amerikaanse rockband, bestaat uit tien studioalbums, vijf livealbums, twee videoalbums, twee ep's, vijfentwintig singles en twintig muziekvideo's.

## Albums

### Studioalbums
| Titel                                                                                                   | Albumdetails                                                                                        | Hoogst bereikte positie | Hoogst bereikte positie | Hoogst bereikte positie | Hoogst bereikte positie | Hoogst bereikte positie | Hoogst bereikte positie | Certificaties                 |
| Titel                                                                                                   | Albumdetails                                                                                        | VS                      | VS Alt.                 | VS Rock                 | CAN                     | D                       | NZ                      | Certificaties                 |
| --- | --------------------------------------------------------------------------------------------------- | ----------------------- | ----------------------- | ----------------------- | ----------------------- | ----------------------- | ----------------------- | ----------------------------- |
| The Answers                                                                                             | - Uitgebracht: 1998 (VS) - Label: Scoop Records                                                     | —                       | —                       | —                       | —                       | —                       | —                       |                               |
| Consent to Treatment                                                                                    | - Uitgebracht: 15 augustus 2000 (VS) - Label: Universal / Listen Up Records - Formats: cd, download | —                       | —                       | —                       | —                       | —                       | —                       |                               |
| History for Sale                                                                                        | - Uitgebracht: 8 april 2003 (VS) - Label: Brando/Universal / Universal - Formats: cd, download      | —                       | —                       | —                       | —                       | —                       | —                       |                               |
| Foiled                                                                                                  | - Uitgebracht: 4 april 2006 (VS) - Label: Universal - Formats: cd, lp, download                     | 29                      | —                       | 8                       | 21                      | —                       | 40                      | - RIAA: platina - MC: platina |
| Approaching Normal                                                                                      | - Uitgebracht: 24 maart 2009 (VS) - Label: Universal - Formats: cd, lp, download                    | 13                      | 4                       | 5                       | —                       | —                       | —                       |                               |
| Any Man in America                                                                                      | - Uitgebracht: 16 augustus 2011 (VS) - Label: RED - Formats: cd, lp, download                       | 8                       | 1                       | 1                       | —                       | 100                     | —                       |                               |
| Sway | - Uitgebracht: 20 augustus 2013 (VS) - Label: Up/Down - Formats: cd, lp, download                   | 13                      | 1                       | 3                       | —                       | —                       | —                       |                               |
| Home | - Uitgebracht: 22 april 2016 (VS) - Label: Up/Down, Brando - Formats: cd, lp, download              | 19                      | 1                       | 1                       | —                       | —                       | —                       |                               |
| I Hope You're Happy                                                                                     | - Uitgebracht: 17 augustus 2018 (VS) - Label: Up/Down, Brando - Formats: cd, lp, download           | 28                      | 3                       | 4                       | —                       | —                       | —                       |                               |
| This Is What I Live For                                                                                 | - Uitgebracht: 23 oktober 2020 (VS) - Label: Up/Down, Brando - Formats: cd, lp, download            | 102                     | 10                      | 19                      | —                       | —                       | —                       |                               |
| "—" geeft een opname aan die zich niet plaatste in de hitparade of niet in dat gebied werd uitgebracht. | |                         |                         |                         |                         |                         |                         |                               |

### Livealbums
| Titel                                                                                                   | Albumdetails                                                                              | Hoogst bereikte positie | Hoogst bereikte positie | Hoogst bereikte positie |
| Titel                                                                                                   | Albumdetails                                                                              | VS                      | VS Alt.                 | VS Rock                 |
| --- | ----------------------------------------------------------------------------------------- | ----------------------- | ----------------------- | ----------------------- |
| Argue with a Tree...                                                                                    | - Uitgebracht: 15 september, 2004 VS) - Label: Universal, Brando - Formats: cd, download  | —                       | —                       | —                       |
| Live at Lollapalooza 2006                                                                               | - Uitgebracht: 19 september 2006 VS) - Formats: download                                  | —                       | —                       | —                       |
| Foiled for the Last Time                                                                                | - Uitgebracht: 25 september 2007 (VS) - Label: Universal - Formats: cd, download          | 106                     | —                       | —                       |
| Ugly Side: An Acoustic Evening with Blue October                                                        | - Uitgebracht: 10 mei 2011 (VS) - Label: Up/Down, Brando - Formats: cd, download          | 79                      | 12                      | 22                      |
| Things We Do at Night (Live from Texas)                                                                 | - Uitgebracht: 10 november 2015 (VS) - Label: Up/Down, Brando - Formats: cd, download     | 175                     | 12                      | 20                      |
| Live from Manchester                                                                                    | - Uitgebracht: 29 november 2019 (VS) - Label: Up/Down, Brando - Formats: cd, lp, download | —                       | —                       | —                       |
| "—" geeft een opname aan die zich niet plaatste in de hitparade of niet in dat gebied werd uitgebracht. |                                                                                           |                         |                         |                         |

### Videoalbums
| Titel                                   | Albumdetails                                                           |
| --------------------------------------- | ---------------------------------------------------------------------- |
| Argue with a Tree...                    | - Uitgebracht: 22 februari 2005 (VS) - Label: Universal - Formats: dvd |
| Things We Do at Night (Live from Texas) | - Uitgebracht: 20 november 2015 (VS) - Formats: dvd, blu-ray           |

## Ep's
| Titel        | Ep details                                                                     |
| ------------ | ------------------------------------------------------------------------------ |
| Foiled Again | - Uitgebracht: 5 december 2006 (VS) - Label: Universal - Formats: cd, download |
| Debris       | - Uitgebracht: 22 augustus 2013 (VS) - Label: Up/Down - Formats: download      |

## Singles
| Titel                                                                                                   | Jaar | Hoogst bereikte positie | Hoogst bereikte positie | Hoogst bereikte positie | Hoogst bereikte positie | Hoogst bereikte positie | Hoogst bereikte positie | Hoogst bereikte positie | Hoogst bereikte positie | Hoogst bereikte positie | Hoogst bereikte positie | Certificaties   | Album                    |
| Titel                                                                                                   | Jaar | VS                      | VS Adult                | VS Alt.                 | VS Main. Rock           | VS Pop                  | VS Rock                 | CAN                     | CAN Rock                | D                       | LUX                     | Certificaties   | Album                    |
| --- | ---- | ----------------------- | ----------------------- | ----------------------- | ----------------------- | ----------------------- | ----------------------- | ----------------------- | ----------------------- | ----------------------- | ----------------------- | --------------- | ------------------------ |
| James                                                                                                   | 2000 | —                       | —                       | —                       | —                       | —                       | —                       | —                       | —                       | —                       | —                       |                 | Consent to Treatment     |
| Breakfast After 10                                                                                      | 2000 | —                       | —                       | —                       | —                       | —                       | —                       | —                       | —                       | —                       | —                       |                 | Consent to Treatment     |
| Calling You                                                                                             | 2003 | —                       | 35                      | —                       | —                       | —                       | —                       | —                       | —                       | —                       | —                       |                 | History for Sale         |
| Razorblade                                                                                              | 2003 | —                       | —                       | —                       | —                       | —                       | —                       | —                       | —                       | —                       | —                       |                 | History for Sale         |
| Hate Me                                                                                                 | 2006 | 31                      | 13                      | 2                       | 21                      | 17                      | —                       | —                       | 4                       | —                       | —                       | - RIAA: platina | Foiled                   |
| Into the Ocean                                                                                          | 2006 | 53                      | 10                      | 20                      | —                       | 39                      | —                       | 19                      | —                       | —                       | —                       | - RIAA: platina | Foiled                   |
| She's My Ride Home                                                                                      | 2007 | —                       | —                       | —                       | —                       | —                       | —                       | —                       | —                       | —                       | —                       |                 | Foiled                   |
| X Amount of Words                                                                                       | 2007 | —                       | —                       | —                       | —                       | —                       | —                       | —                       | —                       | —                       | —                       |                 | Foiled                   |
| Calling You (remix)                                                                                     | 2007 | —                       | 17                      | —                       | —                       | 36                      | —                       | —                       | —                       | —                       | —                       |                 | Foiled for the Last Time |
| Dirt Room                                                                                               | 2008 | —                       | —                       | 7                       | 31                      | —                       | —                       | —                       | 37                      | —                       | —                       |                 | Approaching Normal       |
| Say It                                                                                                  | 2009 | —                       | 29                      | 28                      | —                       | —                       | 44                      | —                       | —                       | —                       | —                       |                 | Approaching Normal       |
| Jump Rope                                                                                               | 2009 | —                       | —                       | —                       | —                       | —                       | —                       | —                       | —                       | 65                      | 8                       |                 | Approaching Normal       |
| Should Be Loved                                                                                         | 2010 | —                       | 31                      | —                       | —                       | —                       | —                       | —                       | —                       | —                       | —                       |                 | Approaching Normal       |
| The Chills                                                                                              | 2011 | —                       | —                       | 27                      | —                       | —                       | 46                      | —                       | —                       | —                       | —                       |                 | Any Man in America       |
| The Feel Again (Stay)                                                                                   | 2011 | —                       | —                       | —                       | —                       | —                       | —                       | —                       | —                       | —                       | —                       |                 | Any Man in America       |
| The Worry List                                                                                          | 2012 | —                       | —                       | —                       | —                       | —                       | —                       | —                       | —                       | —                       | —                       |                 | Any Man in America       |
| The Scar                                                                                                | 2012 | —                       | —                       | —                       | —                       | —                       | —                       | —                       | —                       | —                       | —                       |                 | Non-album single         |
| Bleed Out                                                                                               | 2013 | —                       | —                       | 22                      | —                       | —                       | —                       | —                       | —                       | —                       | —                       |                 | Sway                     |
| Angels in Everything                                                                                    | 2013 | —                       | —                       | —                       | —                       | —                       | —                       | —                       | —                       | —                       | —                       |                 | Sway                     |
| Sway | 2014 | —                       | —                       | —                       | —                       | —                       | —                       | —                       | —                       | —                       | —                       |                 | Sway                     |
| Fear | 2014 | —                       | —                       | —                       | —                       | —                       | —                       | —                       | —                       | —                       | —                       |                 | Sway                     |
| Home | 2015 | —                       | 27                      | —                       | —                       | —                       | 38                      | —                       | —                       | —                       | —                       |                 | Home                     |
| I Want It                                                                                               | 2016 | —                       | 35                      | —                       | —                       | —                       | —                       | —                       | —                       | —                       | —                       |                 | Home                     |
| I Hope You're Happy                                                                                     | 2018 | —                       | 35                      | 15                      | —                       | —                       | 13                      | —                       | —                       | —                       | —                       |                 | I Hope You're Happy      |
| Daylight                                                                                                | 2018 | —                       | —                       | 25                      | —                       | —                       | —                       | —                       | —                       | —                       | —                       |                 | I Hope You're Happy      |
| How to Dance In Time                                                                                    | 2019 | —                       | —                       | 40                      | —                       | —                       | —                       | —                       | —                       | —                       | —                       |                 | I Hope You're Happy      |
| King | 2019 | —                       | —                       | 36                      | —                       | —                       | —                       | —                       | —                       | —                       | —                       |                 | I Hope You're Happy      |
| Oh My My                                                                                                | 2020 | —                       | 30                      | 12                      | —                       | —                       | —                       | —                       | —                       | —                       | —                       |                 | This Is What I Live For  |
| Moving On (So Long)                                                                                     | 2020 | —                       | —                       | —                       | —                       | —                       | —                       | —                       | —                       | —                       | —                       |                 | This Is What I Live For  |
| The Girl Who Stole My Heart                                                                             | 2021 | —                       | —                       | —                       | —                       | —                       | —                       | —                       | —                       | —                       | —                       |                 |                          |
| "—" geeft een opname aan die zich niet plaatste in de hitparade of niet in dat gebied werd uitgebracht. |      |                         |                         |                         |                         |                         |                         |                         |                         |                         |                         |                 |                          |

## Muziekvideo's
| Titel                 | Jaar | Regisseur(s)       |
| --------------------- | ---- | ------------------ |
| Calling You           | 2003 | The Saline Project |
| Razorblade            | 2005 | King Hollis        |
| Hate Me               | 2006 | Kevin Kerslake     |
| Into the Ocean        | 2006 | Zach Merck         |
| Calling You (remix)   | 2007 | Jeff Richter       |
| Dirt Room             | 2009 | Kevin Kerslake     |
| Say It                | 2009 | Kevin Kerslake     |
| Jump Rope             | 2009 | PrettyMonkeyStudio |
| Should Be Loved       | 2010 | Nadia O'Bryan      |
| The Chills            | 2011 | Jeff Ray           |
| The Feel Again (Stay) | 2011 | Merritt Fields     |
| The Worry List        | 2012 | Lior Reuveni       |
| Bleed Out             | 2013 | Norry Niven        |
| Angels in Everything  | 2013 | Bongani Mlambo     |
| Sway                  | 2014 | Bongani Mlambo     |
| Fear (Phil Tan Remix) | 2014 | Norry Niven        |
| Home                  | 2016 | Norry Niven        |
| I Hope You're Happy   | 2018 | Zach Merck         |
| Daylight              | 2018 | Zach Merck         |
| Oh My My              | 2020 | Johnny Chew        |
| Moving On (So Long)   | 2020 |                    |